# Die verflixte 7
Die verflixte 7 war eine von Rudi Carrell präsentierte Spielshow. Mit ihr hatte Carrell nach einer längeren Pause, die mit dem Ende von Am laufenden Band begann, wieder eine Samstagabend-Show. Der Titel ergab sich dadurch, dass die Kandidaten aus sieben Preisen einen auswählen mussten.

## Vorgeschichte

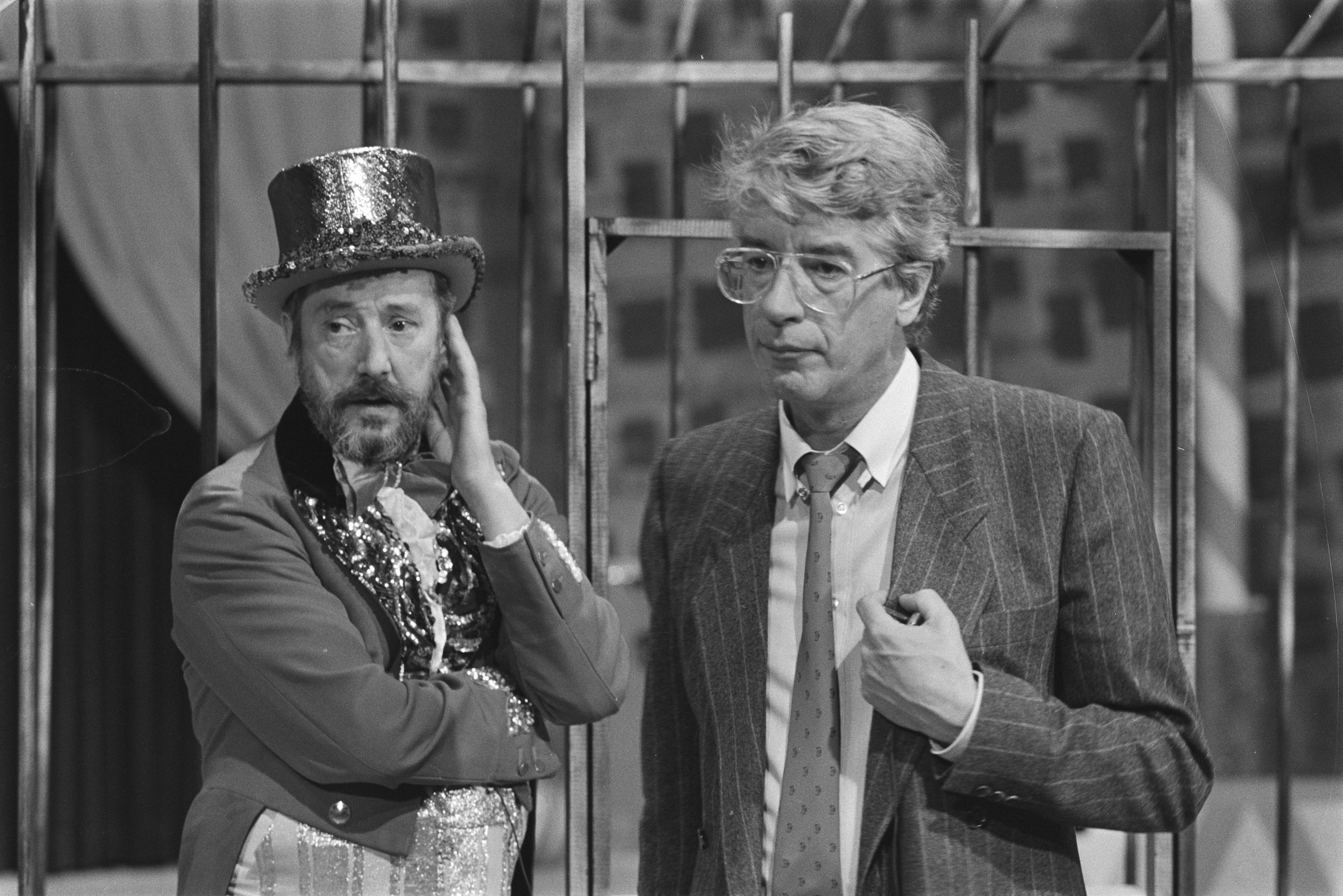
De 1, 2, 3 Show, 1983

### Unter dem Regenbogen
Carrell hatte sich nach dem vorzeitigen Ende von Am laufenden Band zunächst ganz vom Fernsehen zurückgezogen und dann Rudis Tagesshow geschaffen. Nach einiger Zeit gefiel ihm der Gedanke wieder, eine Samstagabend-Show im deutschen Fernsehen zu haben. Einen ersten Anlauf nahm er mit der Generationenshow Unter dem Regenbogen, in der Jung und Alt gemeinsam lustige Spiele absolvierten, bei denen kein Sieger ermittelt und keine Punkte oder Gewinne vergeben wurden. In der ersten Ausgabe traten Tina Riegel und Ursula Friese als Assistentinnen auf, sie lief zu Silvester 1983 um 21.50 Uhr – wie an diesem Tag üblich – als Aufzeichnung. Dabei waren fünf weitere Folgen geplant. Der Erfolg blieb aber aus und Carrell hielt das Konzept daraufhin nur für den Wochentag geeignet. Dort war er aber schon mit Rudis Tagesshow vertreten, so dass er nicht an dieser Show festhielt.

### De 1, 2, 3 Show
Zur gleichen Zeit, ab dem 11. November 1983, präsentierte Carrell im niederländischen Fernsehen KRO De 1, 2, 3 Show mit großem Erfolg. Sie lief einmal in der Woche, hatte insgesamt zwölf Ausgaben und war mit einer Spendenaktion für die Wohltätigkeitsorganisation De Zonnebloem (Die Sonnenblume) verbunden. Es handelte sich um eine Lizenz von Un, dos, tres… responda otra vez, der von Chicho Ibáñez geschaffenen spanischen Originalspielshow, die seit 1972 im spanischen Fernsehen lief. Der internationale Erfolg des Formats brachte Carrell auf die Idee, auch eine deutsche Version zu schaffen, die den Titel Die verflixte 7 bekam. Der Titel bezog sich auf die sieben Preise, von denen sich die Kandidaten einen aussuchen mussten.

## Ablauf
Die verflixte 7 hatte einen ungewöhnlichen Aufbau und bestand aus zwei sehr unterschiedlichen Teilen:
Erster Teil
Der erste Teil dauerte etwa 30 Minuten und bestand aus einer Themenkulisse, wie sie aus Am laufenden Band bekannt war. Das Gleiche galt für die darin stattfindenden Spiele. Ziel war es, aus drei Kandidatenpaaren ein Gewinnerpaar zu ermitteln, wozu es Erkennungs-, Rate- und Kreativitätsspiele gab. Die beiden Verliererpaare bekamen Trostpreise. Dies war für die letzten 77,77 DM pro erspieltem Punkt; die Ziffern hatte man im Hinblick auf die Sieben im Titel der Sendung gewählt.
Zweiter Teil
Der zweite Teil dauerte etwa 60 Minuten und diente dazu, einen von sieben Preisen auszuwählen. Dazu nahm Carrell gemeinsam mit dem Gewinnerpaar an einem Tisch Platz. Dann brachte ein Gast, der zuvor etwas dargeboten, etwa gesungen hatte, einen symbolischen Gegenstand, der den Preis repräsentierte. Carrell nannte anschließend eine Umschreibung. Die Kandidaten mussten immer wieder einen Preis ausschließen, den Carrell dann mit den Worten vorstellte: Das wäre ihr Preis gewesen! Der Ausspruch war untrennbar mit der Show verbunden und wurde zu einem geflügelten Wort. Unter den Preisen gab es stets eine Niete, etwa 10.000 Kaugummi-Kugeln, die auf einem als Pechmarie gestalteten Wagen hereingefahren wurde; aber auch die übrigen Preise waren unterschiedlich wertvoll. Der letzte nicht ausgeschlossene Preis ging an die Kandidaten.

## Produktion
Live-Ausstrahlung
Die ersten Ausgaben von Die verflixte 7 wurden live ausgestrahlt, so wie es auch schon bei Am laufenden Band der Fall gewesen war. Dann geschah eine Panne: Roby Gasser war mit seinen zwei Seelöwen zu Gast, um Kunststücke vorzuführen. Als sie nach der Ankündigung nicht erschienen, musste Carrell hinter die Bühne laufen, um nachzusehen, und schließlich das Programm umstellen, da die Seelöwen erschreckt worden waren und erst später auftreten konnten. Obwohl Carrell die Panne problemlos meisterte und die Zuschauer amüsierte, ging er fortan dazu über, die Show einen Tag vorher aufzuzeichnen. Das Ideal, das er anstrebte, war die perfekte Show ohne Pannen.
Veranstaltungsort
Im ersten Jahr wurde die Show abwechselnd aus einem Studio von Radio Bremen und von Joop van den Ende in Aalsmeer ausgestrahlt. Dorthin wurden die Zuschauer per Bus aus Deutschland herbeigeschafft. Für das zweite Jahr ging man dann dazu über, die Show in verschiedenen großen Veranstaltungshallen in Deutschland auszurichten. Veranstaltungsorte waren unter anderem Duisburg (Rhein-Ruhr-Halle), Bremen (Stadthalle), Bochum (Ruhrlandhalle), Hamburg (Sporthalle), Bremerhaven (Stadthalle) oder Oldenburg (Weser-Ems-Halle).
Die letzte Ausgabe fand in Wuppertal (Uni-Halle) statt.

## Besondere Ereignisse

### Gewinn der Niete
Nur in der siebten Folge, sie hatte das Thema Paris, haben die Kandidaten die Niete ausgewählt. Als letztes Symbol brachte der Choreograf des Tanzsportclubs Düsseldorf Rot-Weiss nach einer Tanzdarbietung eine rote Sieben und Carrell ließ anschließend zwei Gesänge zur Umschreibung einblenden; zuerst Siebenmal, siebenmal, das ist meine Lieblingszahl aus Siebenmal die Woche von Vico Torriani und dann Souveniers von Bill Ramsey. Nachdem es sich bei der zweitletzten Auflösung um einen Fernsehapparat mit Videorecorder und Videokamera handelte, ahnten die Kandidaten bereits, dass anschließend die Pechmarie hereinfahren würde. So geschah es dann auch und auf der Ladefläche befanden sich 500 Modell-Eiffeltürme in verschiedenen Größen. Carrell bedauerte das Paar mit den Worten „... es tut mir schrecklich leid für sie ...“, um dann sofort mit der Ankündigung für die nächste Ausgabe fortzufahren.

### Verstehen Sie Spaß?
Rudi Carrell hatte ausgeschlossen, einmal vor einer versteckten Kamera hereingelegt zu werden. Er sei stets so aufmerksam, dass er so etwas sofort bemerken würde. Kurt Felix gelang es mit seiner Sendung Verstehen Sie Spaß? dennoch. Er ließ mit Unterstützung von Carrells Ehefrau Anke das private Bett des Ehepaares abbauen und hinter den Kulissen von Die verflixte 7 zum Thema Niederlande heimlich wieder aufbauen. Paola und Kurt Felix legten sich hinein, wobei sie ihre nackten Füße unter der Bettdecke hervorschauen ließen. Das sollte der Preis sein, den Kandidaten gewonnen haben. Als Carrell um das Öffnen des Vorhangs bat und das Bett als Preis sah, der mit einer Tafel als Ein Tag in Rudis Bett beschrieben wurde, zeigte er sich überraschend verwirrt. Er fragte nach, ob die Personen unter der Bettdecke angezogen wären, zog eine Bettdecke weg und erkannte beim Anblick von Paola, dass er reingelegt worden war. Darauf, dass es sich tatsächlich um sein eigenes Bett handelte, musste Kurt Felix ihn erst hinweisen. Als Carrell dann in der Show Verstehen Sie Spaß? auftrat, sagte er, dass er sich immer vorgenommen hatte, gelassen zu reagieren, falls er unerwartet doch einmal reingelegt würde, und gar nicht verstehen könne, warum er sich „so blöde“ verhalten habe.

## Erfolg
Die verflixte 7 geriet zwar nicht zu einem überragenden, aber doch zu einem ordentlichen Erfolg, der Carrells Missgeschick mit Unter dem Regenbogen schnell wieder vergessen machte.

## Liste der ARD-Ausstrahlungen
| Folge | Datum      | Thema                  |
| ----- | ---------- | ---------------------- |
| 01    | 07.04.1984 | Der Wilde Westen       |
| 02    | 02.06.1984 | Spanien                |
| 03    | 04.08.1984 | Urlaub am Strand       |
| 04    | 03.11.1984 | Hafen                  |
| 05    | 31.12.1984 | Wintersport            |
| 06    | 16.02.1985 | London                 |
| 07    | 06.04.1985 | Paris                  |
| 08    | 16.06.1985 | Rom                    |
| 09    | 12.10.1985 | Wien                   |
| 10    | 16.11.1985 | Japan                  |
| 11    | 22.02.1986 | New York               |
| 12    | 05.04.1986 | Athen                  |
| 13    | 17.05.1986 | Mexiko                 |
| 14    | 20.09.1986 | Monte Carlo            |
| 15    | 01.11.1986 | Moskau                 |
| 16    | 11.04.1987 | Niederlande            |
| 17    | 23.05.1987 | 1001 Nacht             |
| 18    | 22.08.1987 | Flughafen Berlin-Tegel |
| 19    | 10.10.1987 | Tivoli (Kopenhagen)    |
| 20    | 05.12.1987 | Hollywood              |